# Platypthima euptichioides
Platypthima euptichioides är en fjärilsart som beskrevs av James John Joicey och Talbot 1916. Platypthima euptichioides ingår i släktet Platypthima och familjen praktfjärilar. Inga underarter finns listade i Catalogue of Life.